# Rajkumari Amrit Kaur
Rajkumari Dame Bibiji Amrit Kaur (de soltera Ahluwalia)(2 de febrero de 1887,Badshah Bagh,Lucknow- 6 de febrero de 1964,Nueva Delhi) fue una activista y política india. Tras su larga asociación con el movimiento independentista indio, fue nombrada primera mujer al frente de un ministerio, asumiendo el cargo de Ministra de Sanidad de la India en 1947  y permaneció hasta 1957.

## Biografía
Nació en la familia real del estado de Kapurthala de la India Británica y se convirtió en una eminente seguidora de Gandhi, activista social y defensora de la libertad. Lakshmi N. Menon la describió cómo "la gran obra de Gandhi es visible en el caso de Amrit Kaur quién dejó los "hábitos" principescos en favor del servicio a la nación".
Durante muchos años permaneció junto a un grupo de selectos líderes luchando por la libertad de la India, y después de su independencia, fue ministra de sanidad. Asimismo, continuó colaborando en muchas obras sociales. Familiarmente, era llamada Bibi.
Amrit Kaur fue criada como protestante y recibió su educación inicial en la Escuela para niñas de Shernburg en Dorset, Inglaterra. Luego recibió su educación superior en la Universidad de Oxford y regresó a su tierra natal en 1918.Tras regresar a la India finalizó allí su educación. Conoció a Mahatma Gandhi y fue muy influenciada por él siendo una de las personas más cercanas a Gandhi y participó con él “en la Marcha de la Sal y el movimiento de cooperación por el que fue a la cárcel.
Estaba muy interesada en las cuestiones sociales a nivel interno, no sólo en las cuestiones políticas de la lucha contra el colonialismo. Estaba interesada en "las cuestiones del matrimonio infantil y la educación inadecuada de las niñas" y brindó su apoyo a muchas organizaciones de mujeres que trabajan en el campo de la derechos de las mujeres. Por ejemplo, "ella era la presidenta de la Unión". También se convirtió en la presidenta de todas las conferencias de mujeres indias y participó en las conferencias de la UNESCO como miembro de la delegación que representaba a la India. Fue la primera mujer en el Talimi Sangh indostánico. También fue elegida para testificar ante la Comisión Lothian para expresar su opinión sobre las enmiendas y reformas constitucionales en la India en 1932. Después de la independencia, se convirtió en
Amrit Kaur murió en Nueva Delhi el 6 de febrero de 1964, y aunque en el momento de su muerte era cristiana practicante, fue incinerada según las costumbres familiares y su funeral fue presidido por el arzobispo católico romano de Delhi.
En la actualidad, sus documentos privados forman parte de los archivos del Nehru Memorial Museum & Library, en Teen Murti House, Delhi.

### Participación en el movimiento independentista de la India
Tras su regreso a la India desde Inglaterra, Amrit Kaur se interesó por el movimiento independentista indio. Su padre había compartido una estrecha relación con líderes del Congreso Nacional Indio, entre ellos Gopal Krishna Gokhale, que les visitaba a menudo.
Se sintió atraída por las ideas de Mahatma Gandhi, a quien conoció en Bombay (Mumbai) en 1919. Durante 16 años fue una de las secretarias de Gandhi y su consejera, en particular en cuestiones de sufragio y igualdad de la mujer. Su correspondencia se publicó posteriormente como una colección de cartas llamada Cartas de Rajkumari Amrit Kaur.
Ese mismo año, tras la masacre de Jallianwala Bagh, en la que las fuerzas británicas mataron a tiros a más de 400 manifestantes pacíficos en Amritsar (Punjab), Kaur se convirtió en una firme crítica del dominio británico en la India. Se afilió formalmente al Congreso y comenzó a participar activamente en el movimiento independentista de la India, al tiempo que se centraba en llevar a cabo reformas sociales. Se opuso firmemente a la práctica del purdah y al matrimonio infantil, e hizo campaña para abolir el sistema devadasi en la India. Fue una de las fundadoras del Comité de Mujeres de toda la India del Congreso Nacional Indio. Por sus activas actividades sociales y políticas fue arrestada varias veces y encarcelada. En particular, como representante del Congreso Nacional Indio en 1937, fue en una misión de buena voluntad a Bannu en la provincia de la Frontera del Noroeste (actual provincia paquistaní de Khyber-Pakhtunkhwa) y las autoridades del Raj británico la acusaron de sedición y la encarcelaron.
Más tarde las autoridades británicas la nombraron miembro del Consejo Asesor de Educación, pero dimitió de su cargo tras su implicación en el Movimiento para Abandonar la India en 1942. Las autoridades la encarcelaron por sus acciones en aquella época.
Defendió la causa del sufragio universal, y testificó ante el Comité Lothian sobre el sufragio indio y las reformas constitucionales, y ante el Comité Selecto Conjunto del Parlamento Británico sobre las reformas constitucionales indias.
Ocupó los cargos de Ministra de Deportes y Ministra de Desarrollo Urbano y contribuyó decisivamente a la creación del Instituto Nacional de Deportes de Patiala. Durante su mandato, introdujo varias reformas sanitarias en la India y es muy recordada por sus contribuciones al sector y su defensa de los derechos de la mujer. Además fue miembro de la Asamblea Constituyente de la India, el órgano que redactó la Constitución del país.
En 1927 Amrit Kaur fue presidenta de la All India Women's Education Fund Association miembro del Comité Ejecutivo del Lady Irwin College de Nueva Delhi. Fue enviada como miembro de la delegación india a las conferencias de la UNESCO en Londres y París en 1945 y 1946, respectivamente. Formó parte del Consejo de Administración de la All India Spinners' Association.
Amrit Kaur trabajó para reducir el analfabetismo y erradicar la costumbre de los matrimonios infantiles y el sistema de purdah para las mujeres, que entonces prevalecían en algunas comunidades indias.

### Representante de la comunidad cristiana india
Amrit Kaur era cristiana punjabí y estaba vinculada a varias organizaciones misioneras cristianas de todo el mundo. De 1947 a 1957, fue ministra de Sanidad en la India y, por ello, mantuvo un estrecho contacto con el primer ministro. Así, los cristianos indios dieron a conocer cuestiones relevantes para su comunidad a Raj Kumari Amrit Kaur, quien le transmitió sus preocupaciones. Así, Jawaharlal Nehru veía a Raj Kumari Amrit Kaur como "una especie de representante de los cristianos de la India". Por ejemplo, en 1955, Amrit Kaur informó a Nehru de la intimidación que sufrían los cristianos en la ciudad de Meerut, en las Provincias Unidas. Nehru procedió entonces a remitir dos cartas escritas por Kaur al magistrado del distrito de esa ciudad.

### AIIMS
El 18 de febrero de 1956, la entonces Ministra de Sanidad, Amrit Kaur, presentó un nuevo proyecto de ley en la Lok Sabha (Cámara del Pueblo). En su discurso dijo:

Ha sido uno de mis sueños más preciados que para los estudios de postgrado y para el mantenimiento de un alto nivel de educación médica en nuestro país, deberíamos tener un instituto de esta naturaleza que permitiera a nuestros hombres y mujeres jóvenes tener su educación de postgrado en su propio país.

La creación de un gran instituto central para la educación médica de postgrado y la investigación había sido recomendada anteriormente por la encuesta de Salud del gobierno de la India. En 1956, el AIIMS se constituyó como institución autónoma mediante una ley del Parlamento.

### Miembro de la Asamblea Constituyente
Noventa y tres cajas de penicilina, un regalo de la Cruz Roja Canadiense a la India, llegaron a Nueva Delhi en un avión especial procedente de Canadá el 17 de octubre de 1947. Presentando el regalo a Amrit Kaur, la entonces Ministra de Sanidad del Gobierno de India en el aeródromo de Palam. Jivraj Narayan Mehta, director general de Servicios Sanitarios, aparece a la izquierda y, de pie, a la derecha, Sardar Balwant Singh Puri, de la Cruz Roja India.
Tras la independencia de la India del dominio colonial en agosto de 1947, Kaur fue elegida por las Provincias Unidas para la Asamblea Constituyente de la India, el órgano gubernamental al que se encomendó el diseño de la Constitución. También fue miembro del Subcomité de Derechos Fundamentales y del Subcomité de Minorías. Como miembro de la Asamblea Constituyente, apoyó una propuesta de Código Civil Uniforme en la India.También abogó por el sufragio universal, se opuso a la discriminación positiva de la mujer y debatió el lenguaje relativo a la protección de los derechos religiosos.

### Ministra de Sanidad
Tras la independencia de India, Amrit Kaur entró a formar parte del primer Gabinete de Jawaharlal Nehru; fue la primera mujer que ocupó un cargo en el Gabinete, en el que permaneció diez años. En enero de 1949, fue nombrada Dama de la Orden de San Juan (DStJ). Se le asignó el Ministerio de Sanidad. En 1950, fue elegida presidenta de la Asamblea Mundial de la Salud. Como Ministra de Sanidad, Kaur dirigió una importante campaña para luchar contra la propagación de la malaria en India.También dirigió la campaña para erradicar la tuberculosis y fue la impulsora del mayor programa de vacunación contra la gripe B.C.G. del mundo.
Kaur creía que el único método adecuado de control de la natalidad era la continencia, y promovió el método del ritmo en la India. El dinero del gobierno no se gastaba en anticonceptivos, y en su lugar se daban cuentas a las mujeres para que llevaran la cuenta de los días "seguros" (verdes) y los días "de bebé" (negros). Algunas mujeres se negaban a usar las cuentas, pues creían que sólo las vacas debían llevar ese tipo de cuentas, mientras que otras se avergonzaban o creían que las cuentas garantizarían que no se produjera la concepción.
Amrit Kaur también contribuyó a fundar el Consejo Indio de Bienestar Infantil. Kaur fue Presidenta de la Cruz Roja india durante catorce años. Durante su mandato, la Cruz Roja india realizó varias obras pioneras en el interior del país. Formó parte de las juntas directivas de organismos gubernamentales dedicados a la lucha contra la tuberculosis y la lepra. Creó la Escuela de Enfermería Amrit Kaur y el Club Nacional de Deportes de la India.
Amrit Kaur desempeñó un papel clave en el desarrollo de la Escuela de Enfermería de Nueva Delhi (fundada en 1946), que el Gobierno de la India rebautizó como Escuela de Enfermería Rajkumari Amrit Kaur en su honor.
Desde 1957 hasta su muerte en 1964, fue miembro del Rajya Sabha. Entre 1958 y 1963, Kaur fue presidenta del Congreso de Transporte Motorizado de toda la India en Delhi. Hasta su muerte, siguió ocupando las presidencias del Instituto Panindio de Ciencias Médicas, la Asociación de Tuberculosis de la India y el Cuerpo de Ambulancias de San Juan.

## Premios y reconocimientos
Recibió el premio René Sand Memorial y en 1947 fue nombrada Mujer del Año por la revista TIME.